# 三塊厝 (雲林縣西螺鎮)
三塊厝，是台灣雲林縣西螺鎮的一個傳統地域名稱，位於該鎮南部及東南部。相較於今日行政區，其範圍大致包括東興里南半部、鹿場里不含東南端、廣興里南端、頂湳里南部東側凸出部分、七座里東南部、公館里不含南部西側凸出部分的南半部，以及虎尾鎮頂溪里北部凸出部分的北大半部及北部近邊界地帶西段。

## 歷史
台灣清治末期至日治初期，三塊厝地區為一街庄，稱為「三塊厝庄」，隸屬於西螺堡。該庄北與頂湳庄、埤頭垻庄為鄰，東與莿桐巷庄為鄰，南邊為過溪仔庄、埒內庄、廉使庄，小東庄，西邊為吳厝庄。
1901年（日治明治三十四年）11月，全台廢縣廳改設二十廳，該庄隸屬於斗六廳。1903年（明治三十六年）6月，該庄編入「西螺區」，隸屬於斗六廳。1909年（明治四十二年）10月，合併二十廳為十二廳，西螺區改隸屬於嘉義廳。1920年（大正九年），全台地方制度大改正，廢十二廳改設五州二廳，該庄改制為「三塊厝」大字，隸屬於臺南州虎尾郡西螺街。
戰後西螺街改制為西螺鎮，隸屬於臺南縣，大字亦改制為里。1950年10月，雲、嘉、南分治，西螺鎮改隸屬雲林縣。

## 聚落
本地區發展較早的聚落有鹿場、三塊厝（三源）、公館仔、七座厝（七座）等，在日治期初期的官方地圖上已有記載。此外，本地區尚有新鹿場聚落。

## 交通
國道1號又稱「中山高速公路」，是貫穿台灣西部的兩條縱向高速公路之一，大致以北北東—南南西走向繞大彎轉北北西—南南東走向經過三塊厝地區中部偏東地帶。境內未設交流道，北側最近的是省道台1線交會處的西螺交流道，南側最近的是縣道145乙線交會處的虎尾交流道。由此等可快速前往國道1號沿線各地。
省道台1線又稱「縱貫公路」，是台北至屏東楓港的傳統平面幹道，大致以西北微北—東南微南走向轉西北微西—東南微東走向經過本地區東北部邊界外不遠處。由該道路前西北微北經國道1號西螺交流道後可前往西螺市區東側、溪州、北斗、田尾等地，向東南微東經莿桐市區轉南再轉南南西可前往斗南、大埤東界、大林、溪口東部等地。
縣道145號是埤頭至六腳鄉港尾寮的道路，大致先以東北微北—西南微南走向經過本地區西北部邊界外不遠處，經過吳厝聚落後繞回，再以西北—東南走向經過本地區西南部邊界外不遠處。由該道路向東北微北可前往西螺、埤頭並止於縣道150號路口；向東南轉南再轉西南可前往虎尾市區、土庫、元長東南部、北港、六腳港尾寮等地。
縣道145乙線又稱「斗六聯絡道」，是虎尾至大美（下大埔尾）的道路，大致以西向東經過本地區南部邊界外不遠處，並與國道1號交會於虎尾交流道。由該道向西可前往廉使北部並止於縣道145號路口；向東可前往惠來厝、大埔尾並止於省道台1丁線路口。
縣道156號是麥寮鄉至莿桐鄉饒平的道路，也是雲林縣主要的橫貫道路之一，大致以西北西—東南東走向由本地區西部邊界中央偏南處入境後轉東南，至公館仔聚落轉北北東蜿蜒而行，其後轉東南東再轉北北東再轉東微南，出聚落後轉東微北，經國道1號高架橋下後續行，至鹿場聚落蜿蜒而行，其後轉東南東再轉東北東，至本地區東部邊界轉北沿本地區東部邊界而行，出聚落後續沿邊界地帶而行，至甘西聚落西側轉東出境。由該道路向西北西可前往二崙南部、崙背、麥寮等地；向東可前往莿桐、莿桐與樹子腳交界地帶、樹子腳與番子交界地帶並止於縣道154號路口。
鄉道雲40線（七座路）是九隆（九塊厝）至三塊厝的道路，其東側端點（終點）位於本地區中部偏西三塊厝聚落的鄉道雲71線路口。由此向西微北轉西微南，至七座厝聚落經鄉道雲41線左側路口後與其共線約50公尺，經鄉道雲41線右側路口後出境，續行出聚落後可前往吳厝地區的九塊厝聚落並止於鄉道雲34線路口。
鄉道雲41線是文和至七座的道路，其南側端點（終點）位於本地區西部邊界中央偏南的縣道156號路口（七座聚落南郊）。由此向北大致沿邊界地帶而行，至七座聚落經鄉道雲40線路口轉西與其共線約50公尺，至路口轉北北東獨行，其後轉西微北再轉北，出聚落後轉北北西以至於本地區北部邊界西側出境，可前往頂湳地區西部的魚寮聚落並止於縣道145號路口。
鄉道雲44線是頂湳至甘西村的道路，其東側端點（終點）位於本地區東部邊界中央偏北的縣道156號轉角路口（甘西聚落西側）。由此向北微東大致沿邊界地帶而行，至本地區東北角轉西北出境後，轉西北西可前往埤頭垻、頂湳地區的埔羗崙聚落北側並止於鄉道雲39線路口。
鄉道雲45線是東興至鹿場的道路，其南側端點（終點）位於本地區東南部鹿場聚落西側縣道156號路口。由此向北北東轉東北東沿聚落西北側而行，至路口轉北出聚落後直行以至於本地區北部邊界東側出境，可前往埤頭垻地區的頂崙聚落與下埤頭聚茖之間並止於鄉道雲44線轉角路口。
鄉道雲48線是中園至大將工業區的道路，其西側端點（起點）位於本地區東南端的鄉道雲77線路口（莿桐地區中園聚落西郊）。由此向東北東出境後可前往莿桐地區東南部並止於省道台1線路口（大將工業區西側）。
鄉道雲71線是廣興至平和厝的道路，大致以北向南由本地區北部邊界中央偏西處入境後蜿蜒而行，至三塊厝聚落經鄉道雲40線終點路口後續行，經縣道156號左側路口後與其共線約150公尺，經縣道156號右側路口後獨行，其後轉南南東於本地區南部邊界中央偏西處出境。由該道路向北可前往頂湳與埤頭垻交界地帶並止於鄉道雲44線路口；向南南東可前往過溪子西部、平和厝並止於縣道158號路口。
鄉道雲73線是西園至埒內的道路，大致以東微南—西微北經過本地區南部中央一小段邊界地帶。由該道路向東微南經國道1號高架橋下可前往過溪子與惠來厝交界地帶並止於鄉道雲77線路口；向西微北至鄉道雲71線路口轉南南東與其共線約300公尺後轉西獨行可經過溪子西北端前往埒內並止於鄉道雲74線路口。
鄉道雲77線是鹿場至崁仔腳的道路，其北側端點（起點）位於本地區東部邊界南側的縣道156號轉角路口（鹿場聚落東側）。由此向南南東過新虎尾溪鹿場橋後出境一小段，至路口西南西再度入境，至路底轉南南東，經鄉道雲48線起點路口後出境，於過溪子東北端經鄉道雲54線起點路口後可前往過溪子與惠來厝交界地帶並止於鄉道雲74線路口。

## 學校
- 文賢國小